# Murums församling
Murums församling var en församling i Skara stift och i Ulricehamns kommun. Församlingen uppgick 2006 i Hällstads församling.

## Administrativ historik
Församlingen har medeltida ursprung. 
Församlingen var till 1989 annexförsamling i pastoratet Hällstad och Murum som från omkring 1400 även omfattade (Södra) Vånga och Möne församlingar samt från 1962 även Kärråkra församling. Från 1989 till 2006 var församlingen annexförsamling i pastoratet Södra Ving, Härna, Fänneslunda, Varnum, Hällstad, Murum, Möne och Kärråkra. Församlingen uppgick 2006 i Hällstads församling.

## Kyrkor
- Murums kyrka